# Heterachne baileyi
Heterachne baileyi är en gräsart som beskrevs av Charles Edward Hubbard. Heterachne baileyi ingår i släktet Heterachne och familjen gräs. Inga underarter finns listade i Catalogue of Life.